# Список глав держави Гаяна
Президент Гаяни є главою держави Кооперативної Республіки Гаяна з 1970 року.

## Історія
Колишня Британська Гвіана здобула незалежність 26 травня 1966 року у формі конституційної монархії з королевою Єлизаветою II на чолі держави, представленою генерал-губернатором.
Республіка була проголошена 23 лютого 1970 року у формі парламентської системи, в якій президент відіграє лише почесну роль. Конституція від 6 жовтня 1980 року встановлює президентську форму правління, за якого глава держави має значні повноваження.

## Список президентів
| Ім'я            | Роки життя       | Вступ на посаду      | Кінець мандата      |
| --------------- | ---------------- | -------------------- | ------------------- |
| Артур Чжун      | 1918 - 2008 роки | 17 березня 1970 року | 6 жовтня 1980 року  |
| Форбс Бернем    | 1923 - 1985 роки | 6 жовтня 1980 року   | 6 серпня 1985 року  |
| Дезмонд Гойт    | 1929 - 2002 роки | 6 серпня 1985 року   | 10 жовтня 1992 року |
| Чедді Джаган    | 1918 - 1997 роки | 13 жовтня 1992 року  | 7 березня 1997 року |
| Самуель Гайндс  | 1943 -           | 7 березня 1997 року  | 19 грудня 1997 року |
| Дженет Джаган   | 1920 - 2009 роки | 19 грудня 1997 року  | 11 серпня 1999 року |
| Бхаррат Джагдео | 1964 -           | 11 серпня 1999 року  | 3 грудня 2011 року  |
| Дональд Рамотар | 1950 -           | 3 грудня 2011 року   | 16 травня 2015 року |
| Девід Грейнджер | 1945 -           | 16 травня 2015 року  | 2 серпня 2020 року  |
| Ірфаан Алі      | 1980 -           | 2 серпня 2020 року   | донині              |